# Год трёх римских пап
Год трёх римских пап — общее название ситуации, когда Коллегия кардиналов Святой Римской Церкви обязаны были избрать двух новых пап в пределах одного календарного года. Такой год обычно происходит, когда вновь избранный Папа умирает или уходит в отставку в начале своего папства. Это приводит к тому, что во главе Римско-католической церкви стоят трое различных Пап в течение одного календарного года.

## История
Самый последний случай Года трёх римских пап произошёл в 1978 году. Тремя Папами были:
1. Павел VI, который был избран 21 июня 1963 года и умер 6 августа 1978 года.
2. Иоанн Павел I, который был избран 26 августа 1978 года и умер тридцать три дня спустя, 28 сентября 1978 года.
3. Иоанн Павел II, который был избран 16 октября 1978 года и занимал пост до своей смерти, произошедшей почти 27 лет спустя, 2 апреля 2005 года.

Было ещё несколько случаев, когда трое или более римских пап правили в течение календарного года. Годы, в которые Римско-католическую церковь возглавляли трое римских пап за один год включают в себя:
- 827 год: Евгений II[3] → Валентин[4] → Григорий IV[5];
- 896 год: Формоз[6] → Бонифаций VI[7] → Стефан VI (VII)[8];
- 897 год: Стефан VI (VII)[8] → Роман[9] → Теодор II[10];
- 928 год: Иоанн X[11] → Лев VI[12] → Стефан VII (VIII)[13];
- 965 год: Лев VIII[14] → Бенедикт V[15] → Иоанн XIII[16];
- 1003 год: Сильвестр II[17] → Иоанн XVII[18] → Иоанн XVIII[19];
- 1046 год: Сильвестр III[20][a] → Бенедикт IX (во второй раз)[21] → Григорий VI[22][a];
- 1187 год: Урбан III[23] → Григорий VIII[24] → Климент III[25];
- [1409 год]]: Григорий XII → Бенедикт XIII[<re.Match object; span=(17, 24), match='group=b' 1] → Александр V[<re.Match object; span=(17, 24), match='group=c' 1][26];
- 1503 год: Александр VI[27] → Пий III[28] → Юлий II[29];
- 1555 год: Юлий III[30] → Марцелл II[31] → Павел IV[32];
- 1590 год: Сикст  V[33] → Урбан VII[34] → Григорий XIV[35];
- 1605 год: Климент VIII[36] — Лев XI[37] — Павел V[38];
- 1978 год: Павел VI → Иоанн Павел I → Иоанн Павел II.

Был год в истории папства, в котором во главе Римско-католической церкви стояли четверо римских пап, и который получил название Год четырёх римских пап:
- 1276 год: Григорий X[39] → Иннокентий V[40] → Адриан V[41] → Иоанн XXI[42].

## Комментарии
1. 1 2  Сильвестр III и Григорий VI иногда считаются антипапами.